# Pitbull (raper)
Armando Christian Pérez, poklicno znan kot Pitbull, ameriški reper, glasbenik, pevec, tekstopisec, poslovnež in filantrop, * 15. januar 1981, Miami, Florida, ZDA.
Pérez je svojo kariero začel v zgodnjih 2000-ih letih, ko je snemal reggaeton, latino hip hop in crunk glasbo pod številnimi založbami. Leta 2004 je izdal svoj prvenec »M.I.A.M.I.« pod TVT Records in izvršno produkcijo Lil Jon. Pitbull je kasneje izdal svoj drugi glasbeni album »El Mariel« leta 2006 in tretji »The Boatlift« leta 2007. Njegov četrti album, »Rebelution« (2009), je vključeval njegov prodorni hit »I Know You Want Me (Calle Ocho)«, ki je dosegel drugo mesto na ameriškem Billboard Hot 100 in četrto mesto na britanski lestvici singlov.
Po preimenovanju je na naslednjem albumu v angleškem jeziku, »Pit Planet« (2011), nastopil njegov prvi ameriški single številka ena »Give Me Everything« (v njem so sodelovali Ne-Yo, Afrojack in Nayer). Single z njegovega naslednjega albuma »Global Warming: Meltdown« (2013) z naslovom »Timber« (s Kesho) je zasedel prvo mesto v dvajsetih državah in dosegel 1. mesto v osemnajstih državah, vključno z ZDA in Veliko Britanijo. Nastopil je s pesmijo »We Are One (Ole Ola)« skupaj z Jennifer Lopez in Claudio Leitte. Pesem je bila uradna tema svetovnega prvenstva v nogometu 2014. Pitbull je 27. septembra 2019 izdal svoj zadnji album »Libertad 548«. Novi album vključuje hit RIAA Latin 9 × Platinum hit »No Lo Trates« (v katerem nastopata Daddy Yankee in Natti Natasha). Album je predstavil single RIAA Latin Platinum »Me Quedaré Contigo« (tudi Ne-Yo) in je bil 28. januarja 2021 certificiran za latinsko platino RIAA.
Pitbull je prodal več kot 25 milijonov studijskih albumov in več kot 100 milijonov singlov po vsem svetu. Od maja 2020 ima na svojem YouTube kanalu več kot 15 milijard ogledov. Billboard ga je uvrstil kot 45. najboljšega umetnika leta 2010 in 24. najboljšega latino umetnika leta 2010. Pitbullova druga podjetja vključujejo ambasadorstvo blagovne znamke in za različne subjekte, aktivizem in človekoljubje v latinskoameriški skupnosti ter radijsko postajo (Pitbull's Globalization) na radiu Sirius XM. Od maja 2019 je Pitbull osvojil 35 nagrad Billboard Latin Music Awards.